# 赖格齐·克里斯蒂娜
赖格齐·克里斯蒂娜（匈牙利語：Regőczy Krisztina，1955年4月19日—），匈牙利女子花样滑冰运动员。她曾代表匈牙利参加1976年和1980年冬季奥林匹克运动会花样滑冰比赛，获得一枚银牌。